# Sam Fisher
Sam Fisher, de son vrai nom Samuel Leo Fisher, est le héros principal de Splinter Cell, une série de jeux vidéo développée par Ubisoft Montréal. Il apparaît aussi dans Ghost Recon Wildlands et Ghost Recon Breakpoint. Et a été recemment ajouté dans le nouveau DLC Shadow Legacy 
de Tom Clancy's Rainbow Six Siege 
Le personnage est interprété en version originale par Michael Ironside (excepté dans Blacklist où c'est Eric Johnson) et doublé dans la version française par Daniel Beretta (principalement connu pour être la voix française régulière d'Arnold Schwarzenegger).
« Sam Fisher » a été une marque déposée par Ubisoft,,.

## Description
Né le 17 avril 1957, Fisher est un ancien commando de marine de l'US Navy SEALS Team 6 devenu agent d'élite d'Echelon 3 puis d'Echelon 4, une entité secrète de la NSA (National Security Agency). Spécialiste de l'infiltration, de la furtivité et des technologies de la guerre de l'information, il a pour mission d'agir partout dans le monde où la situation est trop délicate pour être résolue diplomatiquement. Ce personnage de fiction mesure exactement 1,78 m et pèse 80 kg en 2008.
Sam Fisher est vieux au vu du métier qu'il exerce, puisqu'il approche de la soixantaine (supposément 56 ans dans Blacklist) . Depuis de nombreuses années, Fisher est à la pointe de l'espionnage, grâce à son travail acharné, à sa curiosité insatiable et à « une grande franchise qui ne s'embarrasse pas de diplomatie ». Il est conscient de n'être encore en vie qu'en grande partie grâce à son instinct d'arachnide et à une chance pour le moins inouïe.
Mais pour arriver à un tel niveau de discipline, Fisher a dû renoncer à certains aspects de sa vie. Sa famille se résume à sa fille, Sarah Fisher, qu'il aime plus que tout, Victor Coste, ancien frère d'armes et meilleur ami de Sam, avec qui il est toujours en contact, Victor a été chargé de veiller sur Sarah lorsque Sam la croyait morte dans l'opus Double Agent, Anna Grimmsdottir, programmeuse d'échelon 3 avec qui il travaillait en mission autrefois ainsi que Irving Lambert, son supérieur et défunt ami. Le risque permanent de mourir en mission l'a amené à pratiquer un humour grinçant, cynique, presque noir. On en croirait presque un homme dépourvu de tout sentiment, ce qui est en vérité totalement faux, comme on peut le voir en particulier dans Double Agent où il doit faire face à sa propre angoisse en quasi-permanence, et où son sens de la justice est mis à rude épreuve.
Si on considère que l'opus Blacklist se déroule lors de son année de sortie, à savoir en 2013, Sam y serait âgé de 56 ans, si son apparition dans le jeu Ghost Recon Breakpoint est canon, sachant qu'il se déroule en 2025, Sam y serait alors âgé de 68 ans, et semble toujours opérationnel.

## Équipement
Sam Fisher possède :
- Un SC-20K modifié (FN F2000, fusil d'assaut de la fabrique national de Herstal, arme belge) (en version française)
- Un couteau (Guardian Back Up Gerber dans Chaos Theory / Master of Defense Keating Hornet dans Double Agent / Karambit dans Blacklist)
- Un pistolet 5-7 SC (Five-Seven en version française) avec OCP
- Des lunettes de vision nocturne, thermique, électromagnétique ou sonar
- Un accessoire lanceur avec caméras glu, électrocuteurs, balles annulaires, grenades à gaz et munitions IEM
- Un câble optique (pour regarder sous les portes)
- Une montre-terminal équipée d'un système de piratage, d'un plan des locaux, d'une vision satellite, d'un scanner (un Palm, dans le premier opus)

Et occasionnellement :
- Grenades flash
- Grenades à fragmentation
- Grenades assourdissantes
- Grenades fumigènes
- Accessoire fusil à pompe
- Accessoire fusil à lunette
- Mines murales.

À partir de l'opus Conviction, son équipement est plus varié, allant de pistolets mitrailleurs aux fusils d'assaut en passant par les fusils à pompes ou encore un PIE ou « taser » pour les armes, ainsi qu'un mini drone télécommandé pour les gadget dans l'opus Blacklist. Il semble avoir une préférence pour un pistolet FN Five-Seven muni d'un silencieux et d'un pointeur laser.

## Missions
Nous listons ici les différents lieux que visite Sam Fisher au cours de ses missions, sans tenir compte des lieux du roman ou du film à venir.

### Amérique du Nord
- États-Unis
  - Dans Splinter Cell, Sam infiltre le QG de la CIA, situé à Langley, en Virginie, afin de débusquer une taupe parmi les employés.
  - Dans Splinter Cell, Sam est forcé à pénétrer dans l'immeuble Kalinatek, à Langley, pour sauver un informaticien menacé par des mercenaires russes.
  - Dans Essentials, Sam infiltre une aciérie à Warsaw dans l'Indiana.
  - Dans Essentials, Sam va se recueillir sur la tombe de sa fille, Sarah, au cimetière Elysian Fields.
  - Dans Essentials, Sam doit pénétrer dans la zone la plus sécurisée du bâtiment le mieux gardé au monde, le siège de la NSA.
  - Dans Pandora Tomorrow, Sam infiltre l'aéroport international de Los Angeles.
  - Dans Chaos Theory, Sam pénètre dans un penthouse à Manhattan, afin de collecter des informations sur un cyber-terroriste potentiel.
  - Dans Chaos Theory, Sam infiltre le siège de Displace International (une compagnie militaire américaine privée dirigée par Douglas Shetland, un ancien frère d'armes), pour obtenir des informations sur un possible plan d'assassinat.
  - Dans Double Agent, Sam se fait enfermer dans une prison au Kansas pour aider l'un des membres de la JBA à s'évader, et ainsi infiltrer l'organisation.
  - Dans Double Agent, l'organisation terroriste que Sam a infiltrée, la JBA, lui ordonne de détourner un train à New York.
  - Dans Double Agent, le QG de la JBA se situe à New York, et Sam doit effectuer plusieurs missions dans ce bâtiment.
  - Dans Conviction, Sam doit s'échapper de l'aérodrome de Price.
  - Dans Conviction, Sam doit retrouver son ami Victor Coste au Washington Monument, à la fête foraine, tout en semant ses adversaires.
  - Dans Conviction, Sam infiltre le laboratoire White Box pour récupérer des informations sur les projets secrets de Tom Reed.
  - Dans Conviction, au Lincoln Memorial, Sam doit espionner la conversation entre Reed et Galliard pour connaître les intentions d'Echelon 3.
  - Dans Conviction, au QG d'Echelon 3, Sam vient pour se venger de tout ce qu'a fait cette société après la mort de Lambert.
  - Dans Conviction, Sam infiltre un entrepôt de Black Arrow pour détruire un générateur électrique alimentant un générateur d'impulsion électromagnétique pointé sur la partie de Washington où habite sa fille.
  - Dans Conviction, Sam infiltre la Maison-Blanche pour sauver la présidente Caldewell du successeur de Lambert à la tête d'Echelon 3, Tom Reed.
  - Dans Blacklist, Sam se rend à Chicago pour empêcher American Consumption, la première attaque des Ingénieurs sur le sol Américain.
  - Dans Blacklist, Sam se rend à Philadelphie pour empêcher American Freedom, une attaque chimique dans le métro, et capturer un chef des Ingénieurs.
  - Dans Blacklist, Sam parvient au terminal pétrolier de Sabine Pass (en), en Louisiane, après le début de American Fuel, une cyberattaque visant à détruire tous les terminaux pétroliers de la côte Est dans des incendies.
  - Dans Blacklist, Sam infiltre le bunker de l'aéroport international de Denver (le Site F) pour y sauver les membres du gouvernement réfugiés là avant l'attaque, et pris au piège de Majid Sadiq.
- Mexique
  - Dans Double Agent, Sam est envoyé par la JBA pour placer une bombe sur un bateau au large de Cozumel.
  - Dans Blacklist, en revenant de Cuba, Sam retrouve son avion dans le Yucatán, où l'équipe est prise pour cible par les Ingénieurs.
- Golfe du Mexique, en altitude
  - Dans Blacklist, l'avion de Sam, Paladin, est victime d'une cyberattaque des Ingénieurs, qui tentent de faire sombrer l'appareil corps et biens.

### Amérique Centrale
- Panama
  - Dans Chaos Theory, Sam pénètre par effraction dans une banque de Panama afin de récupérer des documents sous le couvert d'un cambriolage.
  - Dans Chaos Theory, Sam infiltre le bateau Maria Narcissa et élimine Hugo Lacerda pour l'empêcher de parler de ce qu'il aurait pu apprendre de Bruce Morgenholt.
- Cuba
  - Dans Blacklist, Sam infiltre le camp de Guantánamo à l'insu de l'armée et de la CIA pour interroger de nouveau Reza Nouri, qui tente de les duper.

### Amérique du Sud
- Pérou
  - Dans Chaos Theory, Sam infiltre un camp de guérilleros dans le Nord du Pérou afin de libérer Bruce Morgenholt.
- Colombie
  - Dans Essentials, Sam doit secourir Shetland dans le Norte de Santander.
- Paraguay
  - Dans Blacklist, Sam s'introduit chez le courtier terroriste Reza Nouri, près de Ciudad del Este, pour obtenir l'identité d'hommes de main qu'il a fourni aux Ingénieurs.

### Europe
- Azerbaïdjan
  - Dans Splinter Cell, Sam infiltre une plate-forme pétrolière pour tenter de trouver des informations sur le président géorgien en fuite.
- France
  - Dans Pandora Tomorrow, Sam infiltre un laboratoire de cryogénie à Paris.
  - Dans Pandora Tomorrow, Sam interroge Norman Soth dans un train entre Paris et Nice.
- Royaume-Uni
  - Dans Blacklist, Sam enquête à Londres sur une cellule dormante des Ingénieurs, réactivée en vue du prochain attentat de la Blacklist.
- Géorgie
  - Dans Splinter Cell, Sam parcourt Tbilissi, capitale géorgienne, pour tenter de retrouver les deux agents de la CIA portés disparus.
  - Dans Splinter Cell, Sam infiltre le ministère de la Défense de Tbilissi pour intercepter une communication entre Grinko et Philip Masse.
  - Dans Splinter Cell, Sam infiltre le palais présidentiel.
- Islande
  - Dans Double Agent, Sam infiltre une usine géothermique.
- Russie
  - Dans Splinter Cell, Sam infiltre le sous-marin Vselka à la péninsule de Kola.
  - Dans Splinter Cell, Sam infiltre une usine à Severomorsk dans la péninsule de Kola.
  - Dans Splinter Cell, Sam infiltre une centrale nucléaire.
  - Dans Double Agent, Sam infiltre un pétrolier, dans la mer d'Okhotsk afin d'en prendre le contrôle en neutralisant l'équipage, sous l'ordre de la JBA.
- Yougoslavie
  - Dans Essentials, Sam infiltre un cargo à Belgrade puis un bâtiment voisin.
- Malte
  - Dans Conviction, Sam doit s'échapper d'une fusillade en pleine foule dans un marché aux puces à  La Valette.
  - Dans Conviction, Sam doit trouver et interroger l'assassin de sa fille, Andryi Kobin dans un musée.

### Asie
- Timor oriental
  - Dans Pandora Tomorrow, Sam est envoyé à l’ambassade des États-Unis à Dili.
- Japon
  - Dans Chaos Theory, Sam infiltre un complexe isolé à Hokkaidō afin d'éliminer ou de capturer plusieurs ennemis lors de leur rencontre.
  - Dans Chaos Theory, Sam infiltre un sauna à Tokyo afin d'arrêter Douglas Shetland.
  - Dans Chaos Theory, Sam infiltre le QG de l’I-SDF à Tokyo, pour dénicher le cerveau de l'opération Chaos Theory.
- Corée du Nord
  - Dans Chaos Theory, Sam infiltre une batterie de missiles, afin d’enquêter sur un missile qui a été détourné.
- Corée du Sud
  - Dans Chaos Theory, Sam se bat à travers un Séoul à feu et à sang pour récupérer des informations confidentielles d'un avion américain abattu, en pleine invasion par la Corée du Nord.
- Chine
  - Dans Double Agent, Sam surveille une opération terroriste à Shangaï et en profite pour éliminer un criminel de guerre (mission optionnelle).
- Birmanie
  - Dans Splinter Cell, Sam infiltre l’ambassade de Chine pour retrouver Nikoladze.
  - Dans Splinter Cell, Sam infiltre un ancien abattoir pour sauver des soldats américains capturés et des dignitaires chinois.
- Indonésie
  - Dans Pandora Tomorrow, Sam infiltre un chantier naval sur l’île de Komodo.
  - Dans Pandora Tomorrow, Sam infiltre une station de télévision à Jakarta.
  - Dans Pandora Tomorrow, Sam infiltre un camp de rebelles.

### Afrique
- République démocratique du Congo
  - Dans Double Agent, Sam sert de garde du corps au chef de la JBA, et en profite pour l’espionner durant sa rencontre avec d'autres organisations terroristes.
- Libye
  - Dans Blacklist, Sam se rend dans une planque de la CIA à Benghazi pour y récupérer un informateur qui s'était rendu et qui n'est autre qu'Andriy Kobin, le trafiquant qui s'est fait passer pour le meurtrier de sa fille. Fisher doit affronter des miliciens pour l'atteindre.

### Moyen-Orient
- Irak
  - Dans Conviction, cependant 20 ans avant les évènements actuels du jeu : Sam menait une escouade en Irak, sur l'autoroute de la mort pendant la guerre du Golfe.
  - Dans Blacklist, Sam infiltre une forteresse aux mains d'insurgés, à Mirawa, à la recherche d'informations sur la Blacklist et les Ingénieurs.
- Iran
  - Dans Blacklist, Sam se rend à Téhéran, dans l'ancienne ambassade américaine devenue le QG des forces spéciales, pour savoir si l'Iran est impliqué dans la Blacklist.
- Israël
  - Dans Pandora Tomorrow, Sam voyage jusqu’à Jérusalem pour identifier un dangereux agent biologique.

### Océanie
- Guam
  - Dans Blacklist, Sam se trouve dans la base navale de Guam lors de l'attaque terroriste American Power (Blacklist Zero), et doit échapper au groupe des Ingénieurs.